# Aviernoz
Aviernoz korábbi község (település) Franciaországban, Haute-Savoie megyében. 2017. január 1-jén Thorens-Glières, Évires, Les Ollières és Saint-Martin-Bellevue községgel egyesült és Fillière új község része lett.
Lakosainak száma 878 fő (2018. január 1.). Aviernoz Dingy-Saint-Clair, Les Ollières, Thorens-Glières és Villaz községekkel határos.

## Népesség
A település népességének változása:
| Lakosok száma | 858  | 902  | 870  | 878  |
|               | 2013 | 2015 | 2017 | 2018 |